# Pygmaeopsis viticola
Pygmaeopsis viticola är en skalbaggsart som beskrevs av Schaeffer 1908. Pygmaeopsis viticola ingår i släktet Pygmaeopsis och familjen långhorningar. Inga underarter finns listade i Catalogue of Life.